# جداجد جملية
جنادب جملية أو جنادب الكهوف أو جنادب محدبة أو جنادب عنكوبية (الاسم العلمي: Rhaphidophoridae)، فصيلة حشرات من رتبة مستقيمات الأجنحة. أنواعها 1100 لها توزيع عالمي.
```
تم العثور على معظمها في 
الغابات
 أو داخل الكهوف، والجحور الحيوانية، والأقبية، وتحت الحجارة، وفي الأخشاب أو في بيئات مماثلة.
[
3
]
```